# Lúcia Caram
Lucía Caram Padilla (São Miguel de Tucumã, 21 de outubro de 1966) é uma freira dominicana contemplativa, cozinheira, escritora e locutora argentina, que atualmente vive na Espanha.
Destaca-se por seus trabalhos sociais e pelas interpretações que faz do evangelho que não agradam os setores conservadores da Igreja Católica. Costuma ter um discurso crítico frente ao poder político, empresarial e eclesiástico, e com reivindicações de caráter social. Em 2015, tinha mais de 182.000 seguidores no Twitter e 65.500 fãs no Facebook. Participou de diversos programas de rádio e televisão, onde também apresenta receitas culinárias.

## Biografia
Foi a quinta criança a nascer em uma família com boas condições econômicas que teve sete filhos ao todo. Quando tinha 18 anos, ingressou em um convento dominicano em Tucumã. Posteriormente, estudou teologia e fez trabalhos sociais em Buenos Aires.
Depois, mudou-se para Valência (Espanha), onde passou cinco anos na clausura, na vida contemplativa. Retornou por um breve período à Argentina, durante a grave crise financeira de 2001. Parte de suas preocupações com a justiça social foram expressas no livro: "Tucumán, pasión y muerte de un pueblo empobrecido".
Posteriormente regressou à Espanha, e passou a residir no Convento de Nossa Senhora dos Anjos e Santa Clara em Manresa, na (Catalunha).
Dentre as ações que apoia, muitas delas, juntamente com as as outras freiras do convento onde reside, destacam-se: a Fundação Rosa Oriol, criada em 2009 e voltada para amparar pessoas que foram excluídas do sistema e, por isso, não podem viver com dignidade, conta com 220 voluntários; o Grupo de Diálogo Interreligioso de Manresa, que conta com o apoio do padre jesuíta Xavier Melloni e estabelece diálogos e orações em conjunto entre cristãos (católicos e protestantes), budistas e muçulmanos; e o Projeto Mosaico de Saúde Mental.
Em 2015, recebeu o prêmio de "Catalã do Ano" do jornal "Periódico de Cataluña"
Colabora no programa "Las mañanas de Cuatro". Também participa no Canal Cocina, com seu programa de receitas intitulado Sor Lucía. O programa também é transmitido para a América Latina através do canal El Gourmet.